# Citrio
Citrio — це веббраузер із рекламним ПЗ, розроблений Catalina Group Ltd. і розповсюджений Epom Ad Server. Citrio доступний для Windows і Mac OS X. Citrio має менеджер завантажень, який включає підтримку Bittorrent, завантажувач відео, медіаплеєр і перемикач проксі. Citrio базується на проєкті веббраузера Chromium з відкритим кодом, що робить його сумісним з усіма розширеннями, програмами та темами з Вебмагазину Chrome.
Відомо, що Citrio викликає попередження від антивірусного програмного забезпечення, оскільки воно завантажує розширення, що порушують конфіденційність, у фоновому режимі, а дані всіх користувачів відстежуються та збираються Epom з метою продажу реклами; це змусило деяких класифікувати Citrio як рекламне ПЗ.

## Особливості
Citrio має вбудований менеджер завантажень, який дозволяє призупиняти та відновлювати завантаження, сортувати завантажені файли за датою, типом і статусом завантаження. Браузер має вбудований клієнт BitTorrent, який дозволяє завантажувати торент-файли та магнітні посилання без додаткового програмного забезпечення. Відеозйомка Citrio дає змогу завантажувати файли з багатьох вебсайтів онлайн-відео. Завантажені торенти та відео відображаються разом з іншими завантаженнями у відповідному розділі браузера. Вбудований медіаплеєр може відтворювати відеофайли, поки триває їх завантаження. Citrio має вбудоване розширення для блокування реклами.

## Історія та розвиток
Браузер Citrio розповсюджується Epom Ad Server і розроблений Catalina Group. Citrio був спочатку випущений у 2013 році з низкою основних функцій, таких як менеджер завантажень, менеджер торентів, завантажувач відео та перемикач проксі.